# Tri Rismaharini
Tri Rismaharini, née le 20 novembre 1961, est une architecte et femme politique indonésienne, ancienne maire de Surabaya, la deuxième plus grande ville d'Indonésie après Jakarta. Connue sous le surnom de Risma, elle est la première femme maire de l'histoire de la ville.
Grâce à son travail, la métropole de Surabaya est prisée par des dirigeants, administrateurs et entreprises d'Indonésie et du monde. La ville a reçu 279 prix au niveau national ainsi que 30 prix au niveau international.

## Biographie
Elle est élue maire de Surabaya en 2010, ville de 3 millions d'habitants. Depuis son arrivée à la mairie, elle tente d'éradiquer la prostitution des rues de la ville, en offrant à celles qui le veulent 3 millions de roupies (environ 280 euros) après avoir appris un nouveau métier. Souhaitant également rendre la ville plus « verte », elle aménage 573 parcs et voies navigables et replante des forêts de mangrove sur 2 871 hectares, ce qui lui vaut le surnom de « Ms Giman », diminutif de gila taman qui signifie « la folle des parcs ».
Tri Rismaharini a fait de la ville une cité propre, où les ordures sont transformées en énergie grâce à une centrale électrique et où les déchets sont utilisés comme moyen de paiement dans les « Bus Suroboyo ».
En 2012, elle initie l'e-procurement (un système de gestion électronique des approvisionnements pour couper court à la corruption, ce qui a permis d'économiser 24 millions d'euros sur le budget municipal.
En 2017, elle est l'invitée du Forum mondial des matériaux qui se déroule à Nancy.